# Hintersee (Austria)
Hintersee è un comune austriaco di 439 abitanti nel distretto di Salzburg-Umgebung, nel Salisburghese.